# 凯龙
凯龙（法語：Cairon，法語發音：[kɛʁɔ̃] ⓘ）是法国卡尔瓦多斯省的一个市镇，位于该省北部，属于卡昂区。

## 地理
凯龙（49°14'4"N, 0°26'49"W）面积5.91 平方千米，位于法国诺曼底大区卡爾瓦多斯省，该省份为法国西北部沿海省份，北濒大西洋英吉利海峡，东北与滨海塞纳省以海上边界相接，东临厄尔省，南至奧恩省，西与芒什省接壤。
与凯龙接壤的市镇（或旧市镇、城区）包括：阿尼西、欧蒂、罗塞勒、圣孔泰、塔昂、维永-莱比松、罗镇。

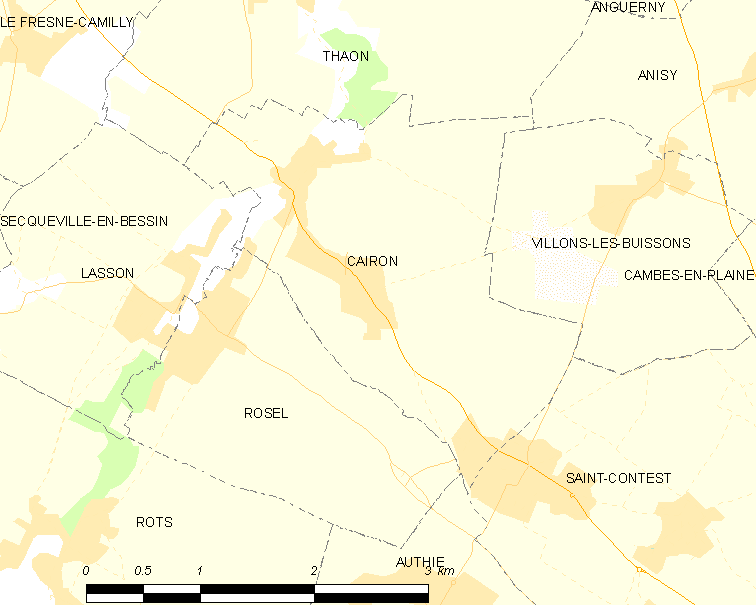
凯龙的OSM定位图

凯龙的时区为UTC+01:00、UTC+02:00（夏令时）。

## 行政
凯龙的邮政编码为14610，INSEE市镇编码为14123。

## 政治
凯龙所属的省级选区为蒂和米县。

## 人口

1962-2008年间凯龙人口变化图示

凯龙于2022年1月1日时的人口数量为2044人。